# مندی (فیلم ۱۹۵۲)
مندی (انگلیسی: Mandy) فیلمی در ژانر درام به کارگردانی الکساندر مکندریک است که در سال ۱۹۵۲ منتشر شد. از بازیگران آن می‌توان به جک هاوکینز، جین اشر و ترنس مورگان اشاره کرد. فیلم دربارهٔ کوشش یک خانواده برای بهبود زندگی دختر ناشنوایشان است.